# لينتيخي
بلدية الإنتشاط أو الإنتشيط أو (نقحرة: لينتيخي) (بالإسبانية: Lentegí) هي بلدية تقع في مقاطعة غرناطة التابعة لمنطقة أندلوسيا جنوب إسبانيا.

## الديموغرافيا
بلغ عدد سكان بلدية الإنتشاط 336 نسمة عام 2011 (وفقاً للمعهد الوطني الإسباني للإحصاء).
| 356 | 340 | 329 | 342 | 333 | 333 | 336 |